# ليزلي جنكينز
ليزلي جنكينز (بالإنجليزية: Leslie Jenkins)‏ (26 أغسطس 1898 في المملكة المتحدة - 14 يونيو 1971 في المملكة المتحدة) هو لاعب كريكت بريطاني. لعب مع نادي مقاطعة غلاموركن للكريكت ‏.